# Frank Williams (cestista)
Frank Lowell Williams (Peoria, 25 febbraio 1980) è un ex cestista statunitense.

## Carriera
È stato selezionato dai Denver Nuggets al primo giro del Draft NBA 2002 (25ª scelta assoluta).

## Palmarès
- McDonald's All-American Game (1998)
- NCAA AP All-America Third Team (2001)